# Le Tournoi de magie
Le Tournoi de magie est le 21e tome de la série de bande dessinée Mélusine. Il est paru le 3 mai 2013. Cet album est le premier de la série qui ne soit pas scénarisé par Gilson.

## Synopsis
Mélusine, comme toute sorcière entrant dans l'adolescence (elle a 119 ans), perd temporairement ses pouvoirs et ne les retrouvera qu'après un acte charnel. Elle se met alors en quête de l'amour. Mais entre-temps un tournoi de magie entre plusieurs écoles de magie a lieu et Mélusine est choisie pour représenter l’école, elle demande donc à Mélisande sa cousine fée de la remplacer le temps qu’elle retrouve ses pouvoirs.

## Source
- « Le Tournoi de magie », sur bdcomics.izneo.com (consulté le 7 septembre 2013)